# Pseudanophthalmus hortulanus
Pseudanophthalmus hortulanus är en skalbaggsart som beskrevs av Barr. Pseudanophthalmus hortulanus ingår i släktet Pseudanophthalmus och familjen jordlöpare. Inga underarter finns listade i Catalogue of Life.